# Яхьяев, Магомед Муртазалиевич
Магомед Муртазалиевич Яхьяев (1928, с. Доргели , Карабудахкентский район, Дагестанская АССР, РСФСР, СССР — неизвестно) — советский тяжелоатлет и тренер.

## Спортивная карьера
Является воспитанником махачкалинского спортивного общества «Динамо». В 1948 году становился бронзовым призёром чемпионата РСФСР в лёгкой весовой категории. В 1949 и 1950 годах Яхъяев становился чемпионом РСФСР. В мае 1950 года в Харькове стал бронзовым призёром чемпионата СССР. Семь раз становился чемпионом Дагестана. Являлся рекордсменом РСФСР в троеборье. После завершения спортивной карьеры работал тренером. Также руководителем физического воспитания Махачкалинского медицинского училища.

## Достижения
- Чемпионат РСФСР по тяжёлой атлетике 1948 — ;
- Чемпионат РСФСР по тяжёлой атлетике 1949 — ;
- Чемпионат РСФСР по тяжёлой атлетике 1950 — ;
- Чемпионат СССР по тяжёлой атлетике 1950 — ;

## Личная жизнь
По национальности — кумык. сыновья: Абдул-Халик, Абусупиян; Дочка Сапият.